# Janusz Adamski
Janusz Adamski (ur. 1969 w Szczecinie) – himalaista, podróżnik, pilot parolotniowy i nurek. Zdobył (jako trzeci Polak) Koronę Ziemi (2008 r.). Jako pierwszy Polak dokonał trawersu Mount Everestu (2017 r.).
W młodości trenował kajakarstwo i wioślarstwo. Zdobył tytuł wicemistrza Polski juniorów w K4 na dystansie 1 km. Studiował na Uniwersytecie Szczecińskim. Ukończył dwa kierunki: transport i zarządzanie finansami.

## Osiągnięcia wspinaczkowe
- 2001 – Pik Lenina[2]
- 2002 – Kilimandżaro[2]
- 2003 – Aconcagua[2]
- 24 września 2004 – Cho Oyu (z Tomaszem Kobielskim)[2]
- 18 maja 2006 – Mount Everest (z Martyną Wojciechowską, Tomaszem Kobielskim, Bogusławem Ogrodnikiem i Dariuszem Załuskim)[2]
- 2006 – Elbrus[2]
- 31 marca 2007 – Piramida Carstensza (z Tomaszem Kobielskim i Bogusławem Ogrodnikiem)[2]
- maj 2007 – Denali –  (z Bogusławem Ogrodnikiem)[2]
- 18 stycznia 2008 – Mount Vinson – Korona Ziemi  (z Tomaszem Kobielskim i Bogusławem Ogrodnikiem)[2]
- 21 maja 2017 – Mount Everest – trawers z północy na południe (z Chin do Nepalu)[2]
- 18 lipca 2019 – Gaszerbrum II (z Denisem Urubko). W trakcie wyprawy Janusz Adamski wraz z  Denisem Urubko, Jarosławem Zdanowiczem i Kanadyjczykiem Don Bowie przeprowadzili udaną akcję ratunkową śpiesząc z pomocą włoskiemu alpiniście Francesco Cassardo, który spadł z dużej wysokości na Gaszerbrum VII i doznał poważnych obrażeń[3].

## Życie prywatne
Mieszka w Szczecinie. Żonaty (żona Anna). Ma trzy córki: Barbarę, Karolinę, Martę. Prowadzi działalność gospodarczą.